# 4326 МакНеллі
4326 МакНеллі (4326 McNally) — астероїд головного поясу, відкритий 28 квітня 1982 року.
Тіссеранів параметр щодо Юпітера — 3,191.